# 38 Geminorum
38 Geminorum, som är stjärnans Flamsteed-beteckning, är en dubbelstjärna belägen i den mellersta delen av stjärnbilden Tvillingarna och har även Bayer-beteckningen e Geminorum. Den har en kombinerad skenbar magnitud på 4,71 och är svagt synlig för blotta ögat där ljusföroreningar ej förekommer. Baserat på parallaxmätning inom Hipparcosuppdraget på ca 33,9 mas, beräknas den befinna sig på ett avstånd på ca 96 ljusår (ca 30 parsek) från solen. Den rör sig bort från solen med en heliocentrisk radialhastighet på ca 16 km/s. Stjärnan är en potentiell medlem i rörelsegruppen Tucana – Horologium.

## Egenskaper
Primärstjärnan 38 Geminorum A är en gul till vit stjärna i huvudserien av spektralklass A8 V och är en misstänkt kemisk egenartad stjärna av undertyp CP1 (Am-stjärna), som Slettebak (1955) klassificerade som kA8mF0Vp. Denna notering anger att stjärnan visar kalcium-K-linjen för en A8-stjärna och metallinjerna för en F0V-stjärna. Den har en massa som är ca 1,6 solmassor, en radie som är ca 1,8 solradier och utsänder från dess fotosfär ca 8,3 gånger mera energi än solen vid en effektiv temperatur av ca 7 400 K.
38 Geminorum är en vid dubbelstjärna med en projicerad separation av 184,3 AE. Två uppsättningar av omloppselement av låg kvalitet har beräknats för konstellationen, med period på 1 943,8 år och 3 190 år och excentricitet på 0,150 respektive 0,485. År 2018 hade paret en vinkelseparation av 7,4 bågsekunder vid en positionsvinkel på 143°. År 1949 katalogiserade J. Hopmann den som en misstänkt Delta Scuti-variabel.
Följeslagaren, 38 Geminorum B, är en stjärna i huvudserien med skenbar magnitud 7,80 och av spektralklass G6 V. Den har en massa som är ca 0,9 solmassa, en radie som är ca 0,9 solradie och utsänder från dess fotosfär omkring två tredjedelar av den energi som solen avger vid en effektiv temperatur av ca 5 600 K.